# Sophienstift (Plau am See)

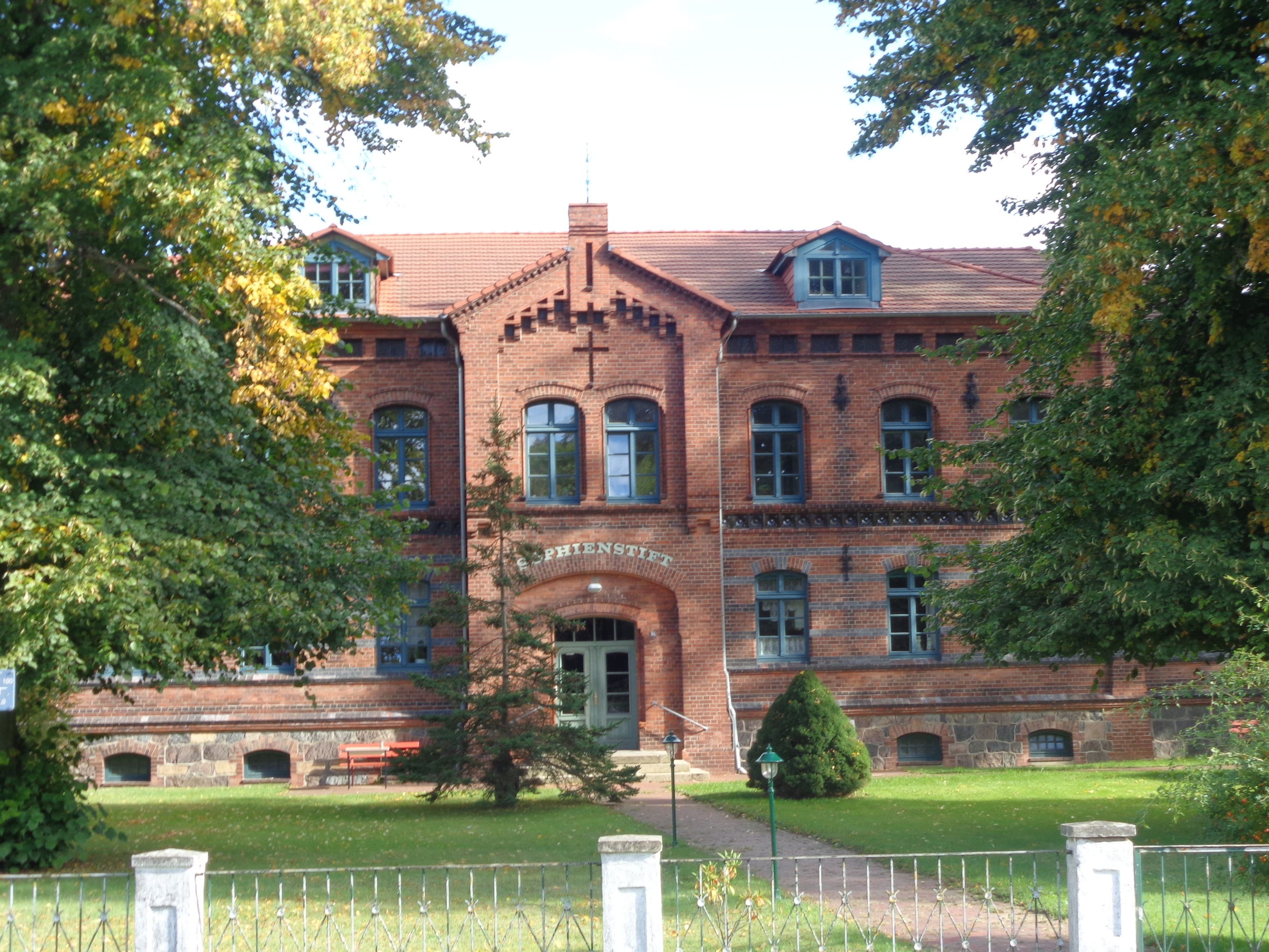
Sophienstift in Plau am See

Das Wohnhaus Sophienstift in Plau am See (Mecklenburg-Vorpommern), Steinstraße 94, Ecke Bahnhofstraße, wurde im späten 19. Jahrhundert gebaut. Das Gebäude steht unter Denkmalschutz.

## Geschichte
Plau am See ist im 13. Jahrhundert entstanden und wurde 1235 erstmals als Stadt erwähnt.
Das zweigeschossige verklinkerte historisierende U-förmige Gebäude aus der Gründerzeit mit dem Walmdach über einem Felderfries, dem mittleren dekorativen Giebelrisalit und den Segmentbögen über Fenstern und Portal wurde im 19. Jahrhundert als Stiftung der Sophie Micheel († 1881) als Wohnstift für zwölf ledige Frauen gebaut. Zur Anlage zählten auch 50 Morgen gepachtetes Ackerland zur Unterhaltung des Stifts. In der DDR-Zeit wurde die Stiftung 1951 aufgelöst. Ab 1958 hieß die Einrichtung Feierabendheim Clara Zetkin.
In dem 1994/96 sanierten und umgebauten Haus auf einem parkartigen Grundstück befinden sich nun zehn betreute Wohnungen des Diakonie-Pflegedienstes der Sozialstation Plau am See, die in einem Neubau hinter dem Gebäude ihren Sitz hat.